# Aérodrome de Sarh
L'aérodrome de Sarh est un aérodrome desservant Sarh, à l'extrême sud du Tchad.
Situé à 2 km du centre de Sarh, il dispose d'une piste en latérite de 1 800 m de long et de 40 m de large. Son altitude est de 365 m, l'orientation de la piste est RWY 04-22.
Il est ouvert au trafic commercial de l'aube au crépuscule et au trafic militaire. Une hélistation est disponible pour une seule utilisation militaire.